# Massís Tamu
El massís Tamu és un volcà submarí situat al nord-oest de l'oceà Pacífic. Segons un estudi dirigit pel geofísic William W. Sager, el massís Tamu podria ser el volcà més gran del planeta Terra i, fins i tot, de tot el sistema solar. Tamu és un volcà escut.
El 5 de setembre del 2013, Sager va publicar un estudi a la revista Nature Geoscience on demostrava que el massís del Tamu, una formació que es troba a uns 1.000 quilòmetres a l'est de les costes del Japó, al llarg de la placa Rise Shatsky, seria en realitat un volcà. La punta té una alçada de 6.500 metres per sota la superfície del mar, i s'estén uns 400 quilòmetres d'ample. El nom d'aquest volcà prové de l'acrònim on havia treballat William Sager, la Texas A&M University.
Després d'estudiar mostres de roques, els científics de la Universitat de Houston creuen que el massís Tamu és el causant de la creació de la serralada Rise Shatsky fa uns 130-145 milions d'anys.